# 논산시민운동장
논산시민운동장(論山市民運動場, Nonsan Civic Stadium)은 대한민국 충청남도 논산시에 있는 스포츠 시설이다. 천연잔디 필드와 우레탄 트랙이 갖춰진 경기장이며, 1997년에 준공되었다. 2019년 12월 9일에 '논산공설운동장'에서 '논산시민운동장'으로 명칭이 변경되었다. 지역 주민들은 이전 이름인 '공설운동장'으로 부르기도 한다.

## 참고 문헌
- “논산시민운동장”. 논산시공공시설사업소.
- 〈논산시민운동장〉. 《한국향토문화전자대전》. 한국학중앙연구원. 2020년 11월 11일에 원본 문서에서 보존된 문서. 2020년 11월 11일에 확인함.
- 〈논산시민운동자〉. 《두피디아》. 두산.
- 《2019년 전국 공공체육시설 현황 (2018년말 기준)》. 대한민국 문화체육관광부. 2020.
- 《2023 전국 공공체육시설 현황 (2022년 12월말 기준)》. 대한민국 문화체육관광부. 2024.